# Чень Цзіжу
Чень Цзіжу (陳繼儒, 1558 —1639) — китайський художник, письменник, каліграф часів династії Мін.

## Життєпис
Народився 1558 року у місті Сятінь (сучасне Сунцзянський район Шанхаю). Походив з велими заможної родини. Замолоду навчався у відомого вченого й літератора Сюй Цзе. Згодом затоваришував з відомим художником Дун Цичаном. Віддав перевагу богемному життю і заняттю вільними мистецтвами перед привілеям і примхами чиновницької служби. Чень Цзіжу з 1589 року майже безвиїзно жив у своїй садибі, розташованій в околицях рідного містечка.

## Творчість
У своїх картинах-сувоях Чень Цзіжу зображував здебільшого ландшафти та натюрморти, які відрізнялися вишуканністю та елегантністю. Його відомі роботи: «Перший сніг», «Гори та хмари» (інший варіант перекладу «Гори Юншань»). Як каліграф наслідував Мі Фу та Су Ши.
Прославився в особливості як видавець рідкісних творів, але й сам був напрочуд плідним письменником. У 1595 році написав книгу «Чайні розмови», яка дотепер вельми популярна в Китаї, Японії та Кореї. В ней йдеться здебільшого вибору чайного посуду, чаювання, заварювання, а також зібранні теми, які можливі під час вживання чаю. Окрім того він видав збірку своїх афоризмів та максим «Скажу, як личить старшому?».